# Písečník (Brno)
Písečník, dříve též Písečňák, je svérázná drobná čtvrť v brněnské městské části Brno-sever, v katastrálním území Husovice. Jedná se o jednu z bývalých nouzových, respektive dělnických kolonií v Brně, umístěnou v někdejším pískovém lomu.
Kolonii tvoří jediná slepá ulice Písečník, vycházející z křižovatky s ul. Hořejší a Lozíbky poblíž průjezdní ulice Merhautovy. Na východním konci je pěší propojka (schody) do ulice Soběšické. Do ulice je zákaz vjezdu kromě dopravní obsluhy.

## Charakteristika a historický přehled

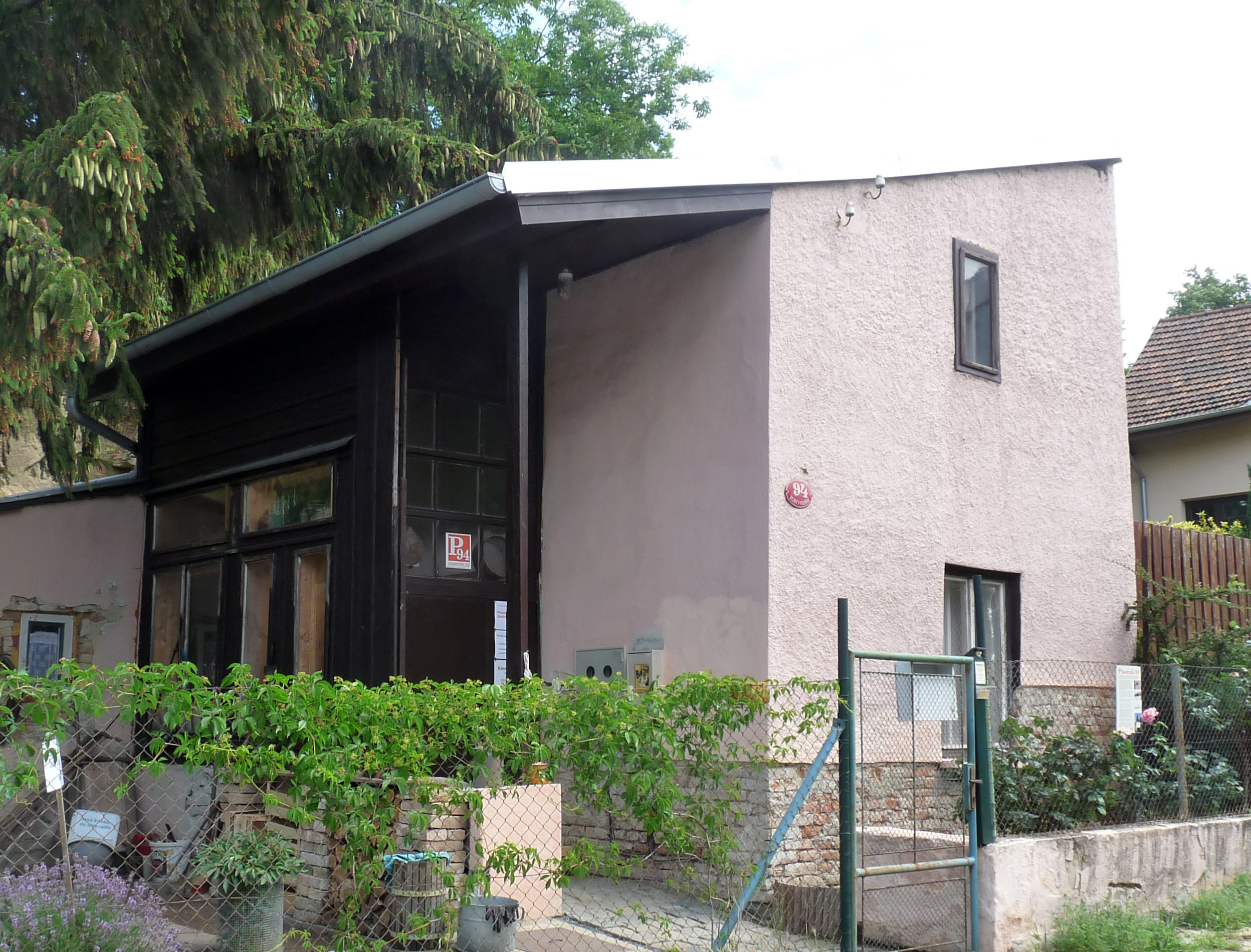
Dům 94 v Písečníku (rok 2017)

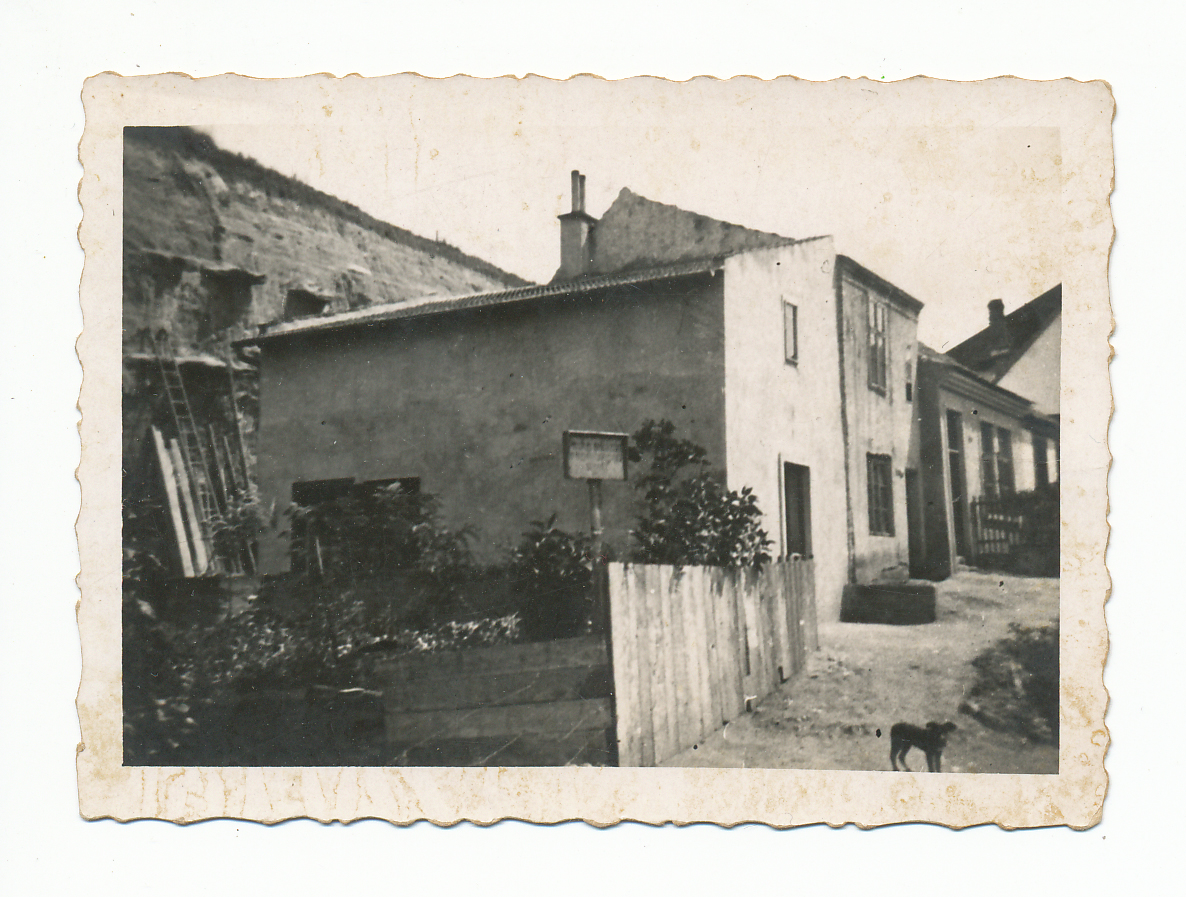
Dobová fotografie domu 94 v roce 1935

Název někdejší bývalé nouzové kolonie (současná ulice Písečník v Brně) se v průběhu let vyskytoval v různých podobách: Kolonie in der Sandstätte, Kolonie v písečníku, Kolonie Písečňák.
Název kolonie souvisí s provozem pískovny, jejíž vytěženou část postupně nahrazovaly drobné domky, obývané povětšinou rodinami dělníků nedaleké Královopolské strojírny. S ní pojila vznikající čtvrt přímá silnice. Prostor kolonie byl kromě samotného území pískovny vymezen ze západu tělesem železniční tratě zvané „Tišnovka“, na jihu pak příkrým svahem a postupně zastavovaným územím sousední kolonie Lozíbky, takže se Písečník neměl kam rozšiřovat. Část parcely byla obecní, část patřila staviteli Grimmovi. 
Celý prostor má kapkovitý tvar, který smyčkou obcházela jediná ulice (nyní se vidlicově rozděluje na dvě slepě větve, obejít okruh lze jen po pěšině). Zástavba byla původně velmi hustá – ve třicátých letech tu bylo 84 domů a na zbývající ploše bylo vytyčeno dalších 32 míst, k tomu trojice obchodů. Přesto se mezi domky vtěsnaly i malé zahrádky. Specialitou Písečníku byly sklepy vyhloubené v pískovcových stěnách. Celkově mohlo v této části Brna žít na 400 obyvatel.
Přestože jsou dostupné informace o tom, že se do některých objektů přistěhovaly osoby přicházející do konfliktu s právním řádem, nezdá se, že by byl Písečník nebezpečnou či dokonce nedostupnou lokalitou. V tom se liší například od nedaleké Divišovy kolonie, kam četnictvo nezacházelo, a která si vybudovala jednoduchou domobranu.
První domky v Písečníku vznikly již na počátku roku 1919 u silnice směřující na Královo Pole. Postupně množství domků narůstalo v jižní části parcely. Uvnitř dispozice se objevily jednoduché dřevěné domky, na okrajích pak stály příbytky vzniklé z vyřazených železničních vagónů. Cena vagónu se pohybovala okolo 1 500 Kčs a pro dělnické rodiny byla dostupná. Ve třicátých letech vznikaly běžně zděné domy, bývalé železniční vagóny však od nich byly k nepoznání, neboť byly obloženy rákosovým pletivem s nanesenou omítkou, uvnitř byly stěny vybíleny a nově byly vztyčeny i sedlové střechy s pálenou krytinou.

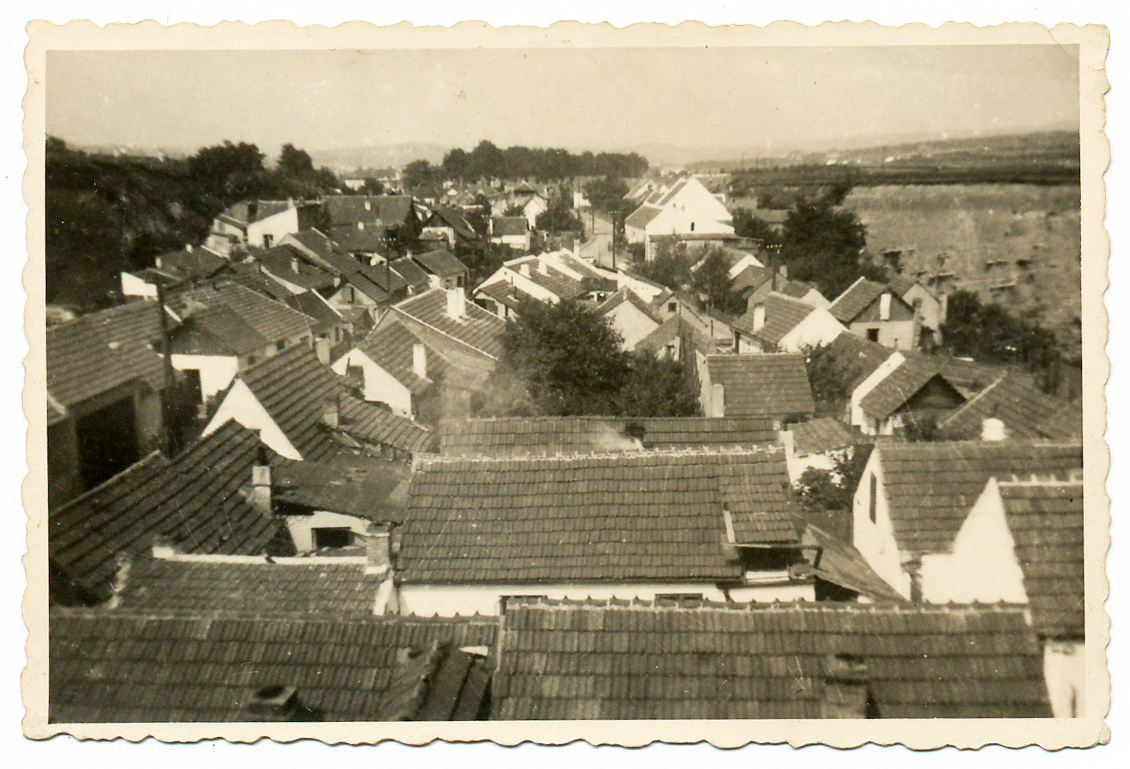
Písečník v roce 1938

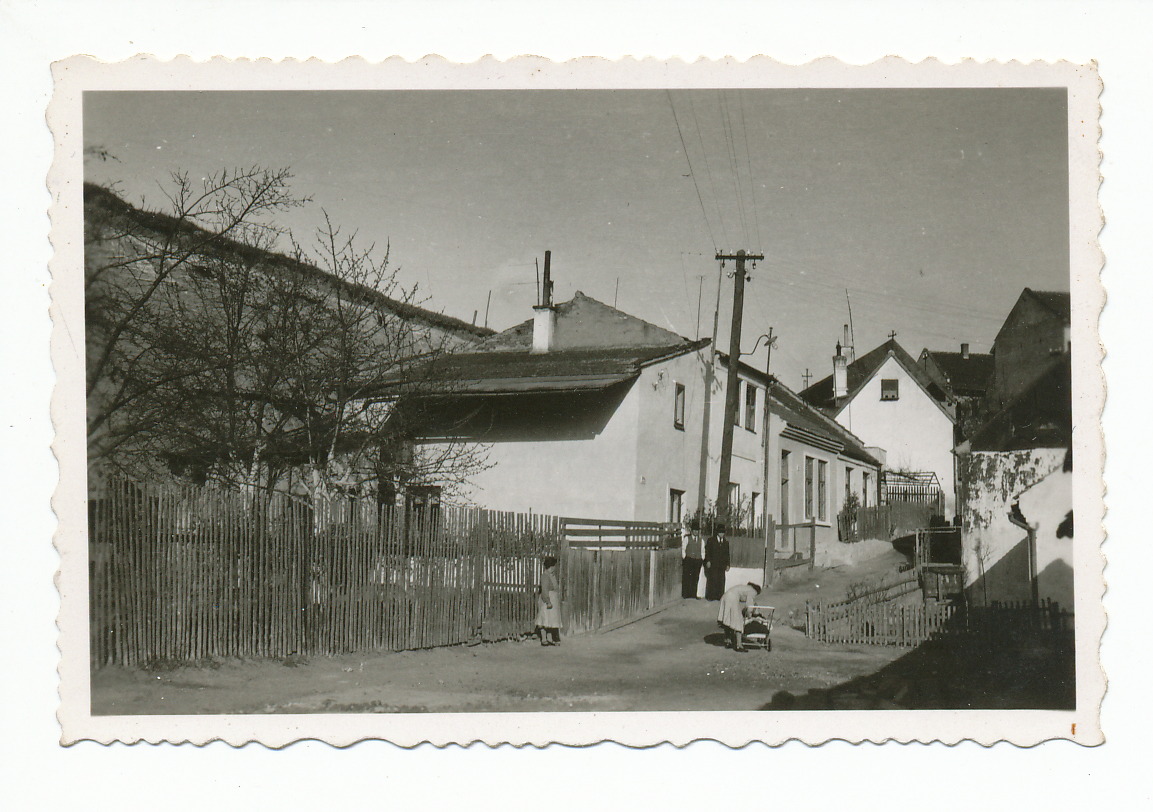
Dobová fotografie domu č. 94, rok 1950.

## Poválečné osudy
Po druhé světové válce obyvatel Písečníku rapidně ubylo. Naplánována byla demolice celé kolonie v souvislosti s přeložkou železniční trati (dokončeno 1953), nakonec však stavba odřízla jen severní okraj osady a zbouráno bylo jen několik domů. Na celé území však byla uvalena stavební uzávěra v souvislosti s plánovanou výstavbou Husovického tunelu – ten ale nakonec vede jinudy a Písečníku se netknul. 
Kromě bydliště mála starousedlíků sloužila řada domů v 80. letech jako garáže, dílny či byla využívána jako víkendové chaty. Stavební uzávěra do značné míry zakonzervovala stav domů, který se ve větší míře začal proměňovat až v 90. letech 20. století. Od té doby postupně a nenávratně mizí podoba této neobyčejné lokality. K její atraktivitě pro bydlení přispívá vedle relativního klidu i velmi dobrá dopravní dostupnost – nachází se poblíž nájezdu na Velký městský okruh, 100 m od ústí ulice je frekventovaná autobusová zastávka Lesná, nádraží a v dosahu je i železniční zastávka Brno-Lesná a tramvajová smyčka Štefánikova čtvrť.

## Vodovod
Hygienické podmínky v kolonii byly i přes mnohá opatření svízelné. Obyvatelé vykopali poměrně hluboké studny na pitnou vodu a společnou jámu pro odpadní stoky. Mimo zimní měsíce však pískové podloží – zvláště v období dešťů – propouštělo. Závady pitné vody byly hlášeny městské správě, dlouho však bylo považováno za nemožné vybudovat vodovod či kanalizaci. Ta byla zřízena až počátkem padesátých let.
V roce 1940 bylo navýšeno čerpání vody z Březovského vodovodního přivaděče. Ten byl původně vybudován pro zásobování města Brna podzemní pitnou vodou z oblasti kolem Březové nad Svitavou již v roce 1913. Původní odběr s kapacitou 250 litrů za sekundu velmi záhy nedostačoval, a tak bylo roku 1929 schváleno navýšení kapacity na 300 l/s. Jednou z nově připojených částí Brna byl i Písečník. Napojeny nebyly jednotlivé domky, ale čtveřice výdejníků, připomínajících tvarem studniční ruční pumpu.
Protože kvalitou se jednalo o kojeneckou vodu, stal se záhy Písečník vyhledávaným místem pro odběr vody do vlastních přinesených nádob. Dodávku kvalitní vody pro celé město Brno totiž řešilo až vybudování druhého Březovského přivaděče v roce 1975.

## Obnova domu č. 94
Písečník si až do roku 2017 částečně zachoval neobvyklou, poněkud syrovou, ale i romantickou atmosféru z dob, kdy býval kolonií s nepříliš dobrou pověstí na periferii Brna. Centrum Písečník 94 vzniklo díky unikátnímu projektu, jehož cílem je šetrně a s maximálním využitím místních materiálů znovu oživit objekt, který je nyní jako jediný v bývalé kolonii přístupný veřejnosti. Projektu obnovy domku se zahradou se ujala nezisková organizace EkoCentrum Brno v roce 2014.
Postupná šetrná rekonstrukce původního domku se zahradou ze třicátých let dvacátého století probíhá tradičními postupy s využitím místních materiálů.